# Marc Veasey
Marc Allison Veasey, né le 3 janvier 1971 à Fort Worth, est un homme politique américain. Membre du Parti démocrate, il est élu du Texas à la Chambre des représentants des États-Unis depuis 2013.

## Biographie
Marc Veasey est originaire du comté de Tarrant au Texas. Après des études à la Texas Wesleyan University (en), dont il est diplômé en 1995, il devient journaliste. Il travaille ensuite pour le représentant Martin Frost (en).
Il est élu à la Chambre des représentants du Texas en 2004, où il représente Fort Worth.
En 2012, il se présente à la Chambre des représentants des États-Unis dans le 33e district du Texas. Cette nouvelle circonscription est principalement située dans le comté de Dallas et compte deux-tiers d'hispaniques. Elle inclut également des quartiers afro-américains de Fort Worth. Veasy arrive en tête du premier tour de la primaire démocrate (36,8 % des voix) puis bat son collègue Domingo Garcia au second tour, avec environ 1 100 bulletins d'avance. En novembre 2012, il est élu représentant avec 72,5 % des voix devant le républicain Chuck Bradley et un candidat vert,. 
En 2014, il rassemble 73,5 % des suffrages dans la primaire l'opposant à l'avocat Tom Sanchez, qui dépense un million de dollars de sa fortune personnelle, puis est réélu avec 86,5 % des voix en face à un candidat libertarien. Lors des élections de 2016, il remporte facilement la primaire face à Carlos Quintanilla (63,4 %) puis l'élection générale face au républicain Mark Mitchell (73,7 %).